# Чанселор (Јужна Дакота)
Чанселор (енгл. Chancellor) град је у америчкој савезној држави Јужна Дакота.

## Демографија
По попису из 2010. године број становника је 264, што је 64 (-19,5%) становника мање него 2000. године.
| Група             | 2000.       | 2010.       |
| Белци             | 320 (97,6%) | 255 (96,6%) |
| Афроамериканци    | 0 (0,0%)    | 1 (0,4%)    |
| Азијати           | 0 (0,0%)    | 1 (0,4%)    |
| Хиспаноамериканци | 1 (0,3%)    | 2 (0,8%)    |
| Укупно            | 328         | 264         |